# Carcoke (Zeebrugge)

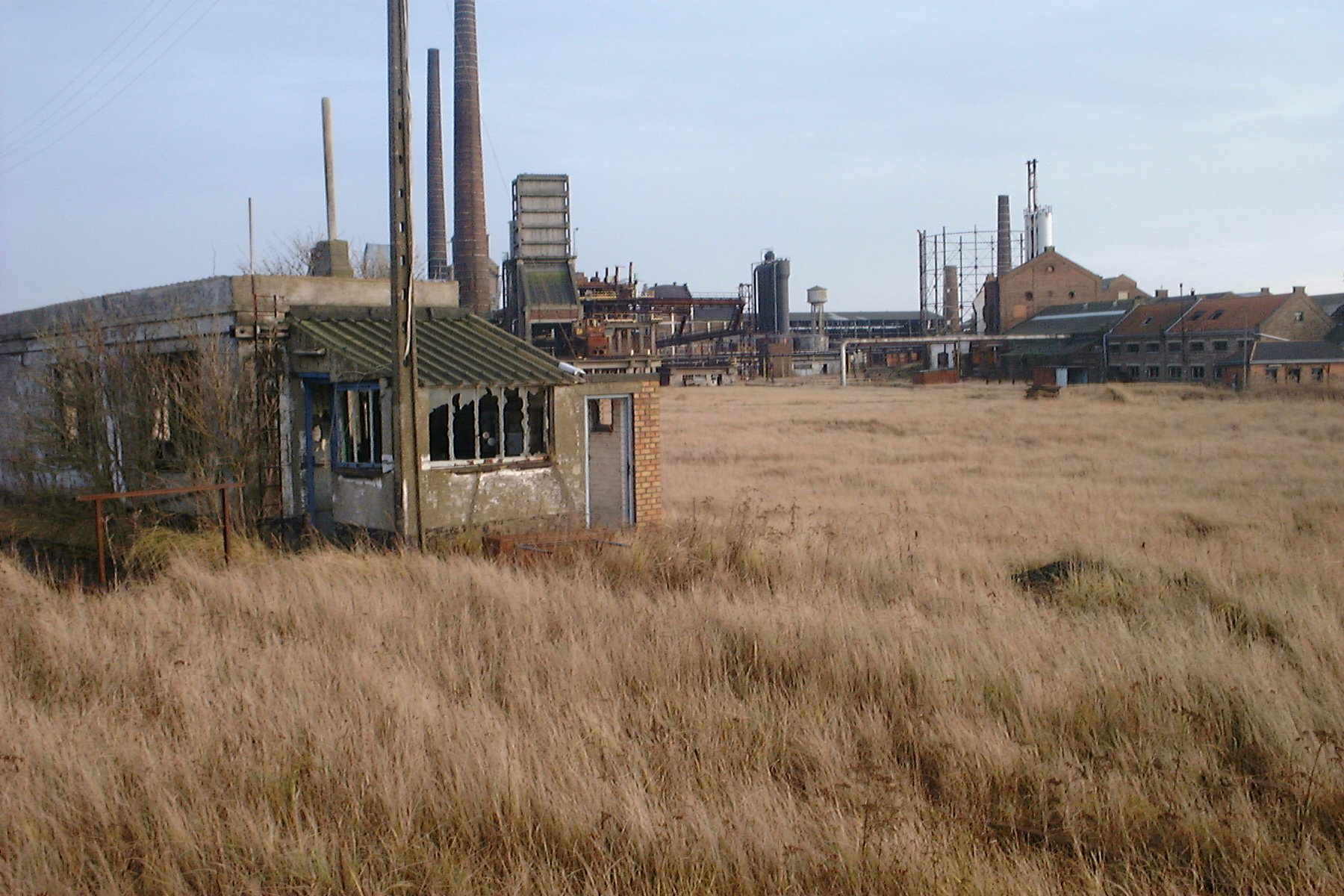
Fabrieksterrein Carcoke, kort voor de sloop

Carcoke is een Belgische cokesfabriek gelegen tussen Zwankendamme en Zeebrugge, die bestond van 1900 tot 1996. De fabriek was gelegen op een terrein van 15 hectare, nabij een glasfabriek en de voormalige veerhaven.

## Geschiedenis
Toen tegen het eind van de 19de eeuw begonnen werd met de aanleg van het Boudewijnkanaal en de Haven van Brugge-Zeebrugge, trok dat industrie aan. In 1900 werd gestart met de bouw van een cokesfabriek, waar Engelse steenkool verwerkt werd tot cokes voor de staalindustrie in het Ruhrgebied en in Elzas-Lotharingen. Initiator was de Duitse firma Moselhütte AG, maar de uiteindelijke eigenaar was Solvay & Cie., die de Usine des fours à Cokes de Zeebruges bouwde. In 1905 werd de fabriek verkocht aan Rombacher Hüttenwerke, en er werd toen 150 000 ton cokes per jaar geproduceerd.
Na de Eerste Wereldoorlog werd de fabriek, die in Duits bezit was, onteigend. Ze kwam in handen van S.A. Solvay-Piette en de naam werd gewijzigd in Fours à Coke de Zeebruges. Men ging leveren aan de Société Lorraine des Acières de Rombas en aan de S.A. d'Ougrée-Marihaye.
De fabriek werd gemoderniseerd in 1930, en ook werd op hetzelfde terrein een munitiefabriek opgericht. De nieuwe cokesovens kwamen van de S.A. des Haut-Fournaux de la Chiers, uit Longwy, en van de reeds genoemde fabriek in Rombas.
Tijdens de Tweede Wereldoorlog was het bedrijf bezet door de Duitsers, en werd het 16 keer gebombardeerd door de geallieerden. Op 2 november 1945 was de schade enigszins hersteld en kon de productie weer opgestart worden.
Na 1950 nam de productie snel toe, mede doordat er veel cokesfabrieken in de Verenigde Staten gesloten werden, en doordat de Koreaanse Oorlog was uitgebroken.
Problemen ontstonden toen België overschakelde op aardgas en de afzet van het cokesovengas verdween. Men ging daarom elektriciteit leveren aan de centrales in Sas-Slijkens en Zandvoorde.
In 1975 fuseerde de cokesfabriek met de Cokeries de Marly, dat een fabriek in Neder-Over-Heembeek bezat, en Carbonisation Tertre. De hieruit ontstane maatschappij heette N.V. Carcoke (Société Carolorégienne de Cokéfaction). De grootste aandeelhouder hiervan was Cockerill-Sambre, ontstaan in 1981 uit de fusie tussen Hainaut-Sambre en de groep Cockerill.
Buiten het terrein kwam in 1985 nog een fabriek voort die waterstofgas uit het cokesovergas kon winnen. Door tal van factoren, waaronder de sluiting van de Limburgse steenkoolmijnen, de sluiting van de meeste staalfabrieken en de concurrentie uit Azië, mocht dit alles niet meer baten. In 1996 sloot de fabriek.
Vanaf 2002 werd de fabriek gesloopt en is men bezig geweest met de sanering van de zwaar verontreinigde bodem. De bedoeling is dat op deze locatie nieuwe, havengebonden, bedrijven komen.

## Effect op omgeving
De fabriek stootte een enorme hoeveelheid fijn stof uit in de Zeebrugse lucht. In het dorp kwamen raamkozijnen steeds onder een laag fijn, zwart stof te zitten.